# Olympische Geschichte der Marshallinseln
| Gelbes Symbol für Goldmedaillen mit stilisierten Olympischen Ringen | Graues Symbol für Silbermedaillen mit stilisierten Olympischen Ringen | Braundes Symbol für Bronzemedaillen mit stilisierten Olympischen Ringen |
| ------------------------------------------------------------------- | --------------------------------------------------------------------- | ----------------------------------------------------------------------- |
| —                                                                   | —                                                                     | —                                                                       |

Die Marshallinseln, deren NOK, die Marshall Islands National Olympic Committee, 2001 gegründet wurde, nehmen seit 2008 an Olympischen Sommerspielen teil. Bei Winterspielen nahm bislang kein Athlet der Pazifikinseln teil. Jugendliche Athleten wurden zu allen drei bisher ausgetragenen Jugend-Sommerspielen geschickt.
Medaillen konnten Sportler und Sportlerinnen der Marshallinseln bis 2024 nicht gewinnen.

## Allgemeine Übersicht

### Olympische Spiele
Die erste Olympiamannschaft der Marshallinseln bestand aus Leichtathleten, Schwimmern und einem Taekwondoin. 2016 nahm erstmals eine Gewichtheberin teil. Der Schwimmer Jared Heine war am 10. August 2008 der erste Olympionike seines Landes. Fünf Tage später folgte mit Julianne Kirchner, ebenfalls eine Schwimmerin, die erste Frau der Marshallinseln bei Olympischen Spielen.

### Olympische Jugendspiele
Mit vier Jugendlichen nahmen die Marshallinseln an den Jugend-Sommerspielen 2010 in Singapur teil. Zwei Jungen und zwei Mädchen traten in den Sportarten Schwimmen und Gewichtheben an.
2014 in Nanjing nahmen wiederum vier jugendliche Athleten, zwei Jungen und zwei Mädchen, teil. Sie traten in der Leichtathletik, im Schwimmen und im Ringen an. 2018 in Buenos Aires nahmen drei Jungen und zwei Mädchen aus allen vier bislang vertretenen Sportarten an.

## Übersicht der Teilnahmen

### Sommerspiele
| Jahr      | Athleten           | Athleten           | Athleten           | Sportarten         | Sportarten         | Sportarten         | Sportarten         | Medaillen          | Medaillen          | Medaillen          | Medaillen          | Rang               |
| Jahr      | Gesamt             |                    |                    |                    |                    |                    |                    |                    |                    |                    | Medaillen – Gesamt | Rang               |
| --------- | ------------------ | ------------------ | ------------------ | ------------------ | ------------------ | ------------------ | ------------------ | ------------------ | ------------------ | ------------------ | ------------------ | ------------------ |
| 1896–2004 | nicht teilgenommen | nicht teilgenommen | nicht teilgenommen | nicht teilgenommen | nicht teilgenommen | nicht teilgenommen | nicht teilgenommen | nicht teilgenommen | nicht teilgenommen | nicht teilgenommen | nicht teilgenommen | nicht teilgenommen |
| 2008      | 5                  | 3                  | 2                  |                    | 2                  | 2                  | 1                  |                    |                    |                    |                    |                    |
| 2012      | 4                  | 2                  | 2                  |                    | 2                  | 2                  |                    |                    |                    |                    |                    |                    |
| 2016      | 5                  | 2                  | 3                  | 1                  | 2                  | 2                  |                    |                    |                    |                    |                    |                    |
| 2020      | 2                  | 1                  | 1                  |                    |                    | 2                  |                    |                    |                    |                    |                    |                    |
| 2024      | 4                  | 2                  | 2                  | 1                  | 1                  | 2                  |                    |                    |                    |                    |                    |                    |
| Gesamt    | Gesamt             | Gesamt             | Gesamt             | Gesamt             | Gesamt             | Gesamt             | Gesamt             | 0                  | 0                  | 0                  | 0                  |                    |

### Winterspiele
| Jahr      | Athleten           | Athleten           | Athleten           | Sportarten         | Medaillen          | Medaillen          | Medaillen          | Medaillen          | Medaillen          |
| Jahr      | Gesamt             |                    |                    | Sportarten         |                    |                    |                    | Medaillen – Gesamt | Rang               |
| --------- | ------------------ | ------------------ | ------------------ | ------------------ | ------------------ | ------------------ | ------------------ | ------------------ | ------------------ |
| 1924–2022 | nicht teilgenommen | nicht teilgenommen | nicht teilgenommen | nicht teilgenommen | nicht teilgenommen | nicht teilgenommen | nicht teilgenommen | nicht teilgenommen | nicht teilgenommen |
| Gesamt    | Gesamt             | Gesamt             | Gesamt             | Gesamt             | 0                  | 0                  | 0                  | 0                  | -                  |

### Jugend-Sommerspiele
| Jahr   | Athleten | Athleten | Athleten | Sportarten | Sportarten | Sportarten | Sportarten | Medaillen | Medaillen | Medaillen | Medaillen          | Medaillen |
| Jahr   | Gesamt   |          |          |            |            |            |            |           |           |           | Medaillen – Gesamt | Rang      |
| ------ | -------- | -------- | -------- | ---------- | ---------- | ---------- | ---------- | --------- | --------- | --------- | ------------------ | --------- |
| 2010   | 4        | 2        | 2        | 2          | 2          |            |            |           |           |           |                    |           |
| 2014   | 4        | 2        | 2        | 1          |            | 1          | 2          |           |           |           |                    |           |
| 2018   | 5        | 3        | 2        | 2          | 1          | 1          | 1          |           |           |           |                    |           |
| Gesamt | Gesamt   | Gesamt   | Gesamt   | Gesamt     | Gesamt     | Gesamt     | Gesamt     | 0         | 0         | 0         | 0                  | -         |

### Jugend-Winterspiele
| Jahr      | Athleten           | Athleten           | Athleten           | Sportarten         | Medaillen          | Medaillen          | Medaillen          | Medaillen          | Medaillen          |
| Jahr      | Gesamt             | m                  | w                  | Sportarten         |                    |                    |                    | Gesamt             | Rang               |
| --------- | ------------------ | ------------------ | ------------------ | ------------------ | ------------------ | ------------------ | ------------------ | ------------------ | ------------------ |
| 2012–2024 | nicht teilgenommen | nicht teilgenommen | nicht teilgenommen | nicht teilgenommen | nicht teilgenommen | nicht teilgenommen | nicht teilgenommen | nicht teilgenommen | nicht teilgenommen |
| Gesamt    | Gesamt             | Gesamt             | Gesamt             | Gesamt             | 0                  | 0                  | 0                  | 0                  | -                  |

## Medaillengewinner

### Goldmedaillen
Bislang (Stand 2024) keine Goldmedaille

### Silbermedaillen
Bislang (Stand 2024) keine Silbermedaille

### Bronzemedaillen
Bislang (Stand 2024) keine Bronzemedaille